# Vaadimme metallia
A Vaadimme Metallia a Teräsbetoni második nagylemeze. Minden lemezfelvétellel kapcsolatos munkálatot az Astia Stúdióban végeztek, kivéve a keverést, melyet Mika Jussila végzett a Finnvoxban.

## Dalok
1. Vaadimme Metallia („Metált követelünk”) 3:31
2. Viimeinen Tuoppi („Utolsó pohár”) 3:37
3. Älä Mene Metsään („Ne menj az erdőbe”) 3:50
4. Varmaan Kuolemaan („Biztos halál”) 5:03
5. Kuninkaat („Királyok”) 4:50
6. Saalistaja („Ragadozó”) 3:33
7. Paha Silmä („Gonosz szem”) 3:49
8. Sotureille („A harcosokért”) 2:52
9. Kotiinpalaaja („Hazatérő”) 3:38
10. Aika On („Itt az idő”) 3:16
11. Kirotut („Az elátkozott”) 4:24

## Bónusz számok a limitált kiadáson
1. Pyhä Maa („Szent Föld”) 3:38
2. Vihollisen Vuotossa („Az ellenség ágyában”) 3:42
3. Kunniansa Ansainneet („Akik megérdemelték a megbecsülést”) 2:56

## Az együttes tagjai
- Jarkko Ahola – ének, basszusgitár
- Arto Järvinen – gitár, ének
- Viljo Rantanen – gitár
- Jari Kuokkanen – dob